# Anomoterga tahuata
Anomoterga tahuata är en insektsart som beskrevs av Klyver 1932. Anomoterga tahuata ingår i släktet Anomoterga och familjen rundbladloppor. Inga underarter finns listade i Catalogue of Life.